# Gueudecourt
Gueudecourt és un municipi francès situat al departament del Somme i a la regió dels Alts de França. L'any 2007 tenia 103 habitants.

## Demografia

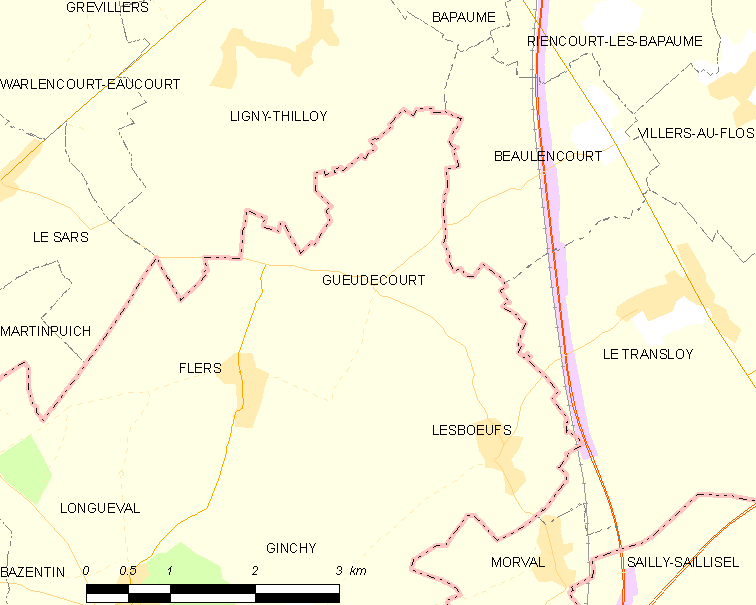
Mapa del municipi

### Població
El 2007 la població de fet de Gueudecourt era de 103 persones. Hi havia 36 famílies de les quals 4 eren unipersonals (4 homes vivint sols), 16 parelles sense fills i 16 parelles amb fills.
La població ha evolucionat segons el següent gràfic:

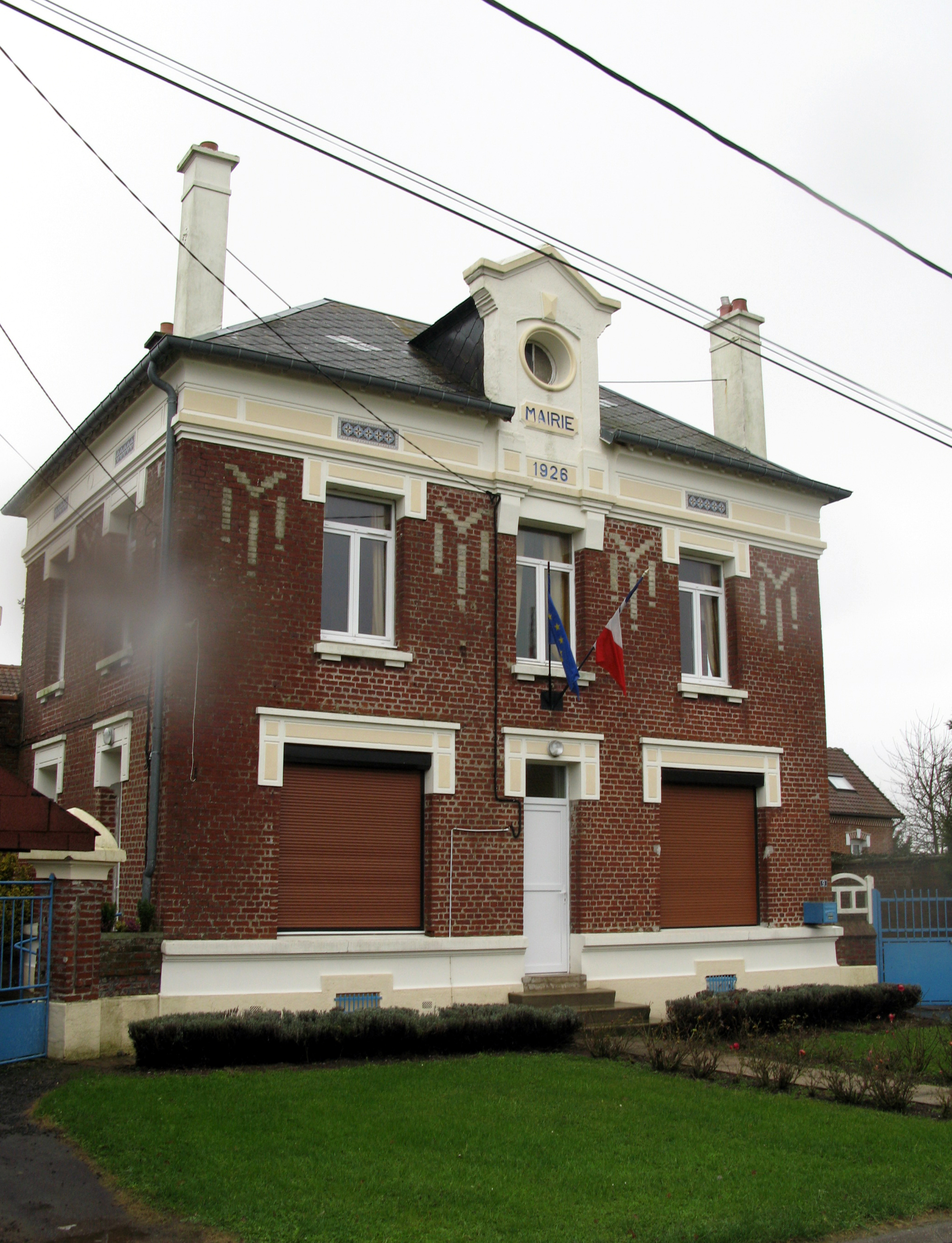
Ajuntament

Habitants censats

### Habitatges
El 2007 hi havia 40 habitatges, 36 eren l'habitatge principal de la família, 2 eren segones residències i 2 estaven desocupats. Tots els 40 habitatges eren cases. Dels 36 habitatges principals, 34 estaven ocupats pels seus propietaris i 2 estaven llogats i ocupats pels llogaters; 6 tenien tres cambres, 5 en tenien quatre i 25 en tenien cinc o més. 32 habitatges disposaven pel capbaix d'una plaça de pàrquing. A 14 habitatges hi havia un automòbil i a 21 n'hi havia dos o més.

### Piràmide de població
La piràmide de població per edats i sexe el 2009 era:
| Homes | Edats   | Dones |
| ----- | ------- | ----- |
| 0     | 95 o +  | 0     |
| 0     | 90 a 94 | 0     |
| 0     | 85 a 89 | 0     |
| 0     | 80 a 84 | 0     |
| 0     | 75 a 79 | 0     |
| 8     | 70 a 74 | 0     |
| 0     | 65 a 69 | 4     |
| 0     | 60 a 64 | 0     |
| 0     | 55 a 59 | 0     |
| 0     | 50 a 54 | 0     |
| 4     | 45 a 49 | 0     |
| 4     | 40 a 44 | 8     |
| 16    | 35 a 39 | 12    |
| 0     | 30 a 34 | 4     |
| 0     | 25 a 29 | 0     |
| 0     | 20 a 24 | 0     |
| 8     | 15 a 19 | 16    |
| 4     | 10 a 14 | 12    |
| 8     | 5 a 9   | 12    |
| 4     | 0 a 4   | 0     |

## Economia

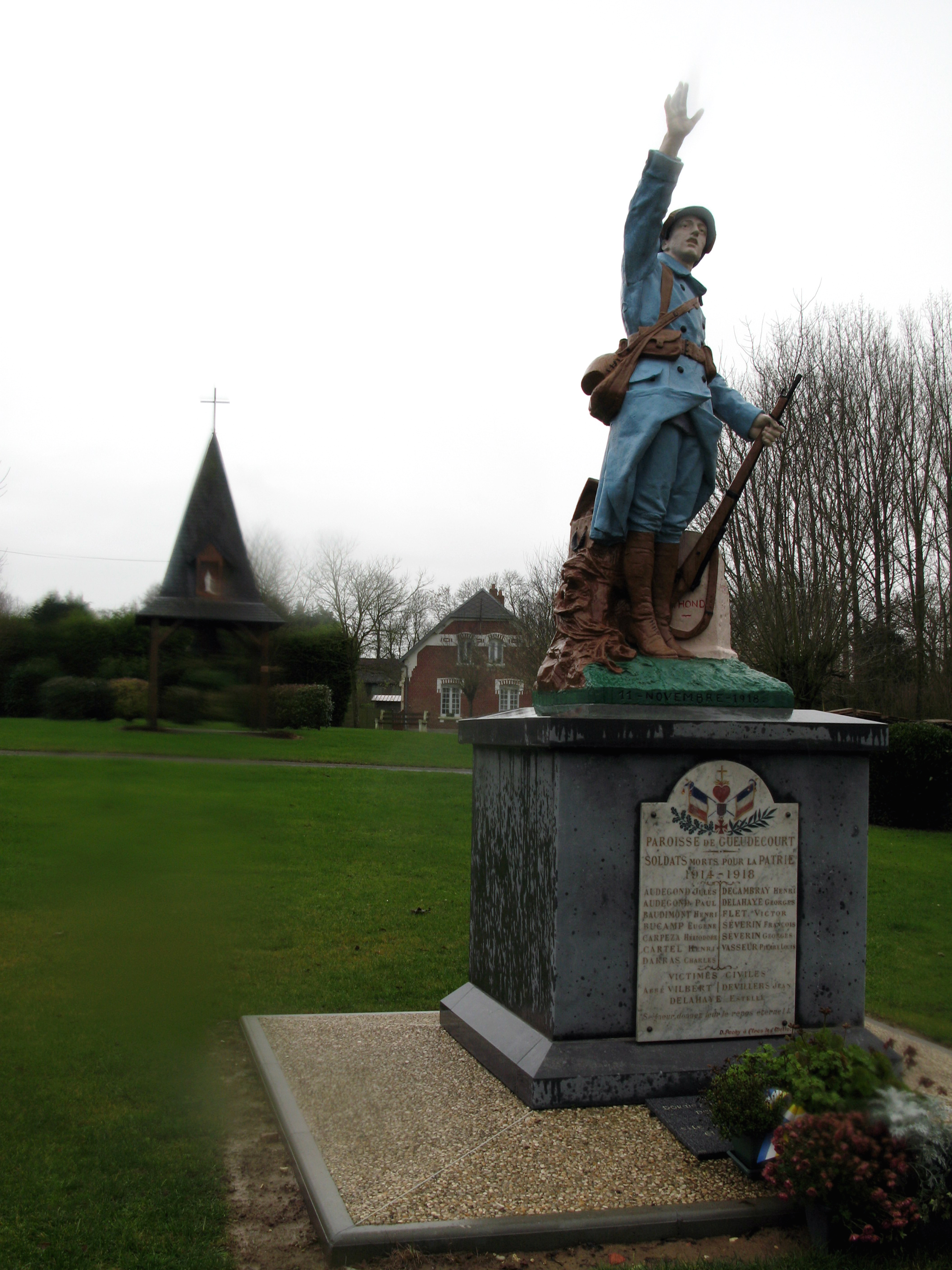

El 2007 la població en edat de treballar era de 78 persones, 59 eren actives i 19 eren inactives. De les 59 persones actives 51 estaven ocupades (26 homes i 25 dones) i 8 estaven aturades (5 homes i 3 dones). De les 19 persones inactives 9 estaven jubilades, 6 estaven estudiant i 4 estaven classificades com a «altres inactius».
Activitats econòmiques

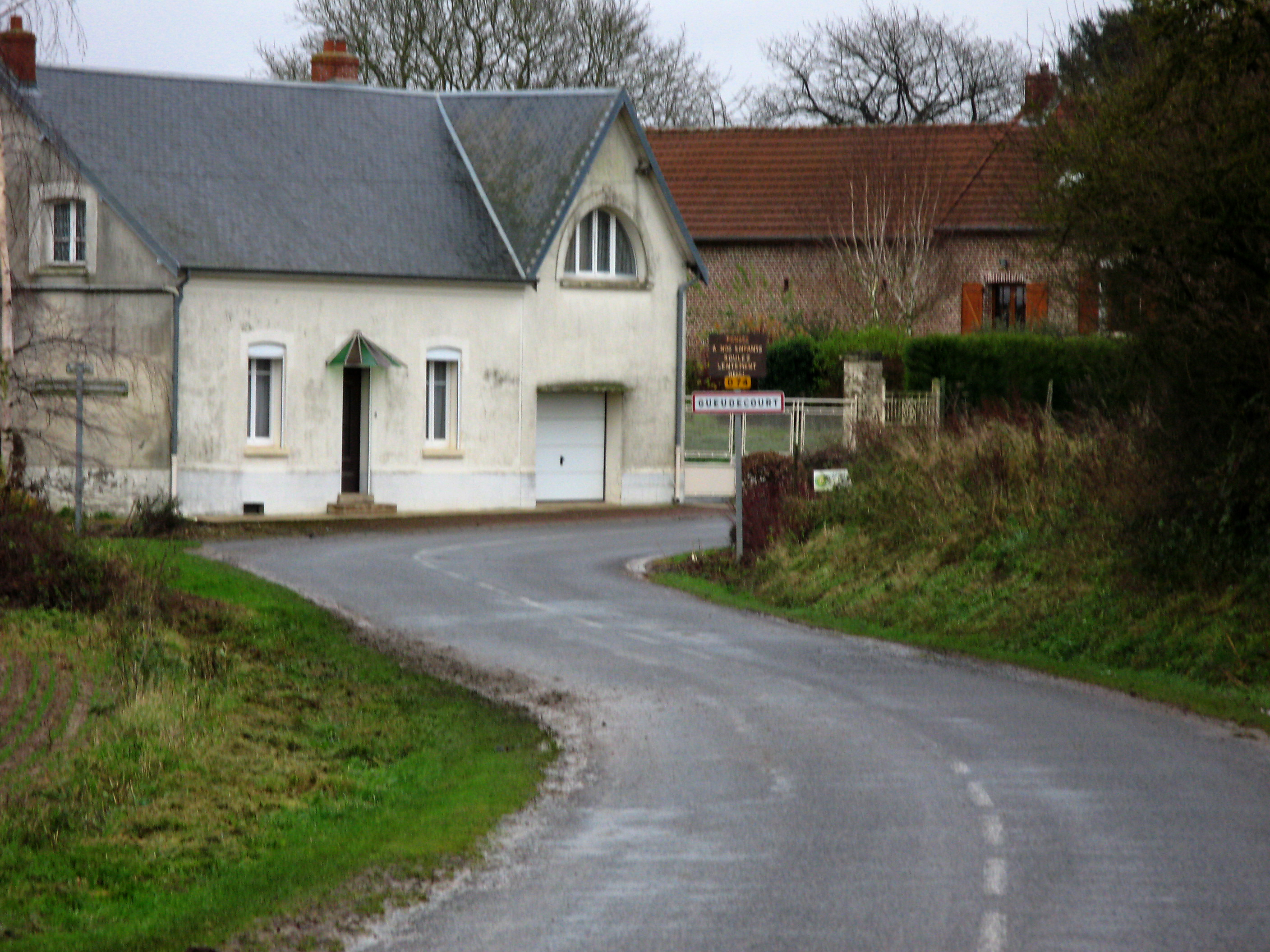

L'any 2000 a Gueudecourt hi havia 5 explotacions agrícoles.

## Poblacions més properes
El següent diagrama mostra les poblacions més properes.